# Susanne Preglau-Hämmerle
Susanne Preglau-Hämmerle (* 23. Mai 1955 in Wien) ist eine österreichische Publizistin.

## Leben
Susanne Preglau-Hämmerle studierte  Sozial- und Wirtschaftswissenschaften an der Wirtschaftsuniversität Wien. 1977 erfolgte die Sponsion (Mag.rer.soc.oec.). Danach absolvierte sie ein Doktoratsstudium an der Sozial- und Wirtschaftswissenschaftlichen Fakultät der Universität Innsbruck bei Anton Pelinka (Institut für Politikwissenschaft) und Julius Morel (Institut für Soziologie). 1984 fand die Promotion (Dr. rer.soc.oec) statt. Seit 1991 hatte Preglau-Hämmerle Lehraufträge an den Instituten für Politikwissenschaft und Soziologie der Universität Innsbruck, u. a. im Bereich Angewandte Methoden der Sozialwissenschaften.
Freiberuflich arbeitet sie an sozialwissenschaftlichen Forschungsprojekten und verfasste zahlreiche Arbeiten zur Geschichte der österreichischen Universitäten. An mehreren Projekten zu sozial- und wirtschaftswissenschaftlichen Fragestellungen in Tirol und Vorarlberg (Mitbestimmung, Sozialmedizin, Arbeitsbedingungen im Tiroler Landesdienst, Schuldnerberatung) sowie in Folge des Todes des 1. Innsbrucker Professors für Soziologie an der Universität Innsbruck, Julius Morel, zur „Radikalen Reform“ der katholischen Kirche (Einstellung von Jugendlichen zur katholischen Kirche, katholische Reformbewegungen weltweit) ist sie beteiligt.
Nach Beendigung der wissenschaftlichen Publikationen im Rahmen der Tätigkeit an der Universität Innsbruck führt sie ihre Arbeit als Publizistin u. a. mit der Veröffentlichung einer Migrationsgeschichte „Ani - Essay eines Lebens“ im Verlag Limbus 2013 weiter.

## Publikationen (Auswahl)

### Monographien
- Die politische und soziale Funktion der österreichischen Universität. Von den Anfängen bis zur Gegenwart. Inn-Verlag, Innsbruck 1986.
- Kirche hat Chancen. Eine Zusammenfassung der Thesen, die Julius Morel in seinem Buch „Radikale Kirchenreform“ vorgelegt hat. Mit einem Anhang über Publikationen der Plattform „Wir sind Kirche“. Julius Morel Freundeskreis, Innsbruck 2005.
- An Gott? Ab und zu. Was Jugendliche über ihren Glauben sagen. Ergebnisse einer empirischen Studie an AHS im Raum Innsbruck, Tyrolia Verlag, Innsbruck 2008.
- Katholische Reformbewegungen weltweit. Ein Überblick. Editio Ecclesia Semper Reformanda Sonderband. Tyrolia Verlag, Innsbruck 2012.
- Ani. Essay eines Lebens. Aufgezeichnet und mit einem Kommentar versehen von Susanne Preglau. (= Limbus Essay). Limbus Verlag, Innsbruck 2013. ISBN 978-3-902534-68-2.

### Beiträge
- Eine Ansammlung solcher Löcher nennt man dunkle Vergangenheit. Vergangenheitsbewältigung in der Sendereihe "Music Hall" In: Österreichische Zeitschrift für Soziologie 4/1981. (gemeinsam mit Max Preglau)
- Die Universität Innsbruck in der Geschichte Tirols. In: Heinz Fischer, Susanne Preglau-Hämmerle (Hrsg.): Heile Welt in der Region, Beiträge zum politischen und sozialen System Tirols, fink's Verlag, Bregenz 1983.
- Tirol und die Wiener. In: Reinhold Gärtner, Andreas Maislinger - Gesellschaft für Politische Aufklärung. Vorurteile in Tirol? Sturzflüge, Innsbruck 1987.
- Von der Ordinarien- zur Gruppenuniversität. Die Hochschulpolitik der SPÖ nach 1945. In: Peter Pelinka, Gerhard Steger (Hrsg.): Auf dem Weg zur Staatspartei. Zu Geschichte und Politik der SPÖ seit 1945 Verlag für Gesellschaftskritik, Wien 1988.
- Universität und Nationalsozialismus - Überwältigung von außen oder Anschluss von innen? In:  Politisch zuverlässig - rein arisch - Deutscher Wissenschaft verpflichtet – Die geisteswissenschaftliche Fakultät in Innsbruck 1938 - 1945. Skolast Nr. 1/2, Bozen 1990.
- Geschlecht und Charakter und die Universität. In: Begegnungen mit Anton Pelinka (Hg: Hellen Palli et al.) Innsbruck University Press, Innsbruck 2006.

### Forschungsberichte
- Mitbestimmung in Tirol - Ergebnisse einer Repräsentativbefragung bei Arbeitnehmern und Betriebsräten. Kammer für Arbeiter und Angestellte für Tirol, Innsbruck 1983. (gemeinsam mit Tamas Meleghy, Max Preglau, Helmut Staubmann)
- Frau und Mitbestimmung. Die (Nicht-) Repräsentation von Arbeitnehmerinnen durch institutionalisierte Interessenvertretung. In: Lilo Unterkircher, Ina Wagner (Hrsg.): Die andere Hälfte der Gesellschaft. Österreichischer Soziologentag 1985, Wien 1987 ÖGB-Verlag. (gemeinsam mit Tamas Meleghy, Max Preglau, Helmut Staubmann)
- Krise, Macht, Mitbestimmung. Macht Krise Mitbestimmung (un-)möglich? In: Rudolf Burger (Hrsg.): Verarbeitungsmechanismen der Krise. Wien 1988 Braumüller Verlag. (gemeinsam mit Peter Kloiber, Stephan Laske, Anneliese Seebacher)
- Wertbezüge universitärer Forschung - am Beispiel der Sozial- und Wirtschaftswissenschaftlichen Fakultät der Universität Innsbruck. Forschungsbericht Nr. 32 des Instituts für Soziologie der Universität Innsbruck, Innsbruck 1989
- Elternbefragung zur sozialmedizinischen Betreuung behinderter Kinder in Vorarlberg. (AKS – Arbeitskreis für Vorsorge- und Sozialmedizin) Forschungsbericht, Feldkirch 1997.
- Evaluierung von Teilzeitarbeitsmöglichkeiten und –Modellen im Landesdienst in Tirol und am Landeskrankenhaus Innsbruck. Forschungsberichte, Innsbruck 1998 und 2002.
- Evaluierung der Aus- und Weiterbildung (Land Tirol und Stadt Innsbruck) und Erarbeitung von Reformvorschlägen Forschungsberichte, Innsbruck 2001 und 2002.
- Evaluierung der Akzeptanz von Bewerbungen von verschuldeten ArbeitnehmerInnen bei Tiroler Unternehmen (Schuldnerberatung Tirol). Forschungsbericht, Innsbruck 2003.
- Das Bild des Auslandes und des Fremden in der Alternativpresse. Friedens- und Dritte Welt-Zeitschriften auf dem Prüfstand. In: Für eine Kultur der Differenzen. Hg: Institut für Kirche und Gesellschaft der Evangelischen Kirche von Westfalen, Iserlohn 2004.  (gemeinsam mit Jörg Becker et al.)
- Nachhilfesituation bei Schülerinnen, Schülern in Tirol. Forschungsbericht im Auftrag der Arbeiterkammer Tirol. Innsbruck University Press, Innsbruck 2008. (gemeinsam mit Helmut Staubmann)
- Nachhilfesituation bei Schülerinnen und Schülern in Niederösterreich. Eine Studie im Auftrag der Niederösterreichischen Arbeiterkammer. Innsbruck University Press, Innsbruck 2009. (gemeinsam mit Helmut Staubmann)

## Digitale Bibliothek
- Die politische und soziale Funktion der österreichischen Universität: von den Anfängen bis zur Gegenwart, ULB Tirol
- Nachhilfesituation bei Schülerinnen und Schülern in Niederösterreich, ULB Tirol
- Nachhilfesituation bei Schülerinnen, Schülern in Tirol, ULB Tirol